# L'Art du camping
Pour les articles homonymes, voir Camping Out.
Pour plus de détails, voir Fiche technique et Distribution.
L'Art du camping (Camping Out) est un dessin animé de Mickey Mouse produit par Walt Disney pour United Artists et sorti le 17 février 1934.

## Synopsis
Mickey, Minnie et leurs amis décident d'aller faire du camping mais un moustique leur tourne autour. C'est le premier de centaines qui envahissent le campement.

## Fiche technique
- Titre original : Camping Out
- Autres titres[1] :
  - Allemagne : Campingfreuden
  - Finlande : Luonnon rauhassa
  - France : L'Art du camping
  - Suède : Upp till camping
- Série : Mickey Mouse
- Réalisateur : David Hand
- Animateur : Norman Ferguson
- Voix : Walt Disney (Mickey), Marcellite Garner (Minnie)
- Producteur : Walt Disney, John Sutherland
- Distributeur : United Artists
- Date de sortie : 17 février 1934[2]
- Format d'image : Noir et Blanc
- Musique : Frank Churchill
- Son : Mono RCA Photophone
- Durée : 7 min
- Langue : (en)
- Pays de production :  États-Unis

## Commentaires
Ce film n'est pas si anodin que cela car depuis les années 1900, la Californie est obligé de mener un programme intensif de lutte contre les moustiques qui sont entre autres le vecteur de la malaria (6000 cas en 1909), principalement dans les environs de la baie de San Francisco. En 1931, une loi est passée dans l'état californien afin d'organiser la création d'établissements de contrôle ou de lutte contre les moustiques. La pauvreté engendrée par la Grande Dépression avait aggravé les problèmes de santé publique. Cette campagne verra la création en 1935, d'une association fédérale encore active de nos jours.